# Pierre Passereau
Pour les articles homonymes, voir Passereau (homonymie).
Œuvres principales
Il est bel et bon
Pierre Passereau (vers 1509 - 1547) est un compositeur français de la Renaissance.

## Biographie
On ne sait presque rien de lui. D'après François-Joseph Fétis il aurait été prêtre à l'église Saint-Jacques-la-Boucherie à Paris, puis ténor dans la chapelle du duc d'Angoulême (le futur François Ier). Il occupera ensuite le même poste à la cathédrale de Cambrai, de 1525 à 1530, pour devenir, vers 1536, chantre à la cathédrale de Bourges.
Avec Clément Janequin, il était l'un des compositeurs de Paris les plus populaires vers 1530. 
Ses chansons ont été publiées par Pierre Attaingnant entre 1529 et 1556. Leur popularité est probablement due à leur rythme entraînant, à leurs thèmes et à l'utilisation d'un langage très populaire. Preuve de sa popularité, Rabelais cite le nom de Passereau dans sa liste de musiciens du Quart Livre.

## Musique
Outre un motet, son œuvre consiste en 26 chansons, grivoises, narratives ou descriptives à 4 voix, dont sa pièce la plus célèbre, il est bel et bon, pour contreténor, ténor, baryton et basse.  
Ses chansons connurent un certain succès : maintes fois éditées, elles furent également parodiées par plusieurs de ses contemporains, dont Pierre Certon (1570), ou encore transcrites pour divers instruments.